# ブナハーブン蒸溜所
ブナハーブン蒸溜所（ブナハーブンじょうりゅうじょ、Bunnahabhain Distillery）は、スコットランドのアイラ島にあるスコッチ・ウイスキーの蒸留所。ピートを強く焚いたウイスキーの生産が盛んなアイラ島の蒸留所としては珍しくノンピートのウイスキーを主に製造しており、ブレンデッドウイスキーのカティサークを構成する原酒のひとつとして知られる。

## 歴史

### 創業期

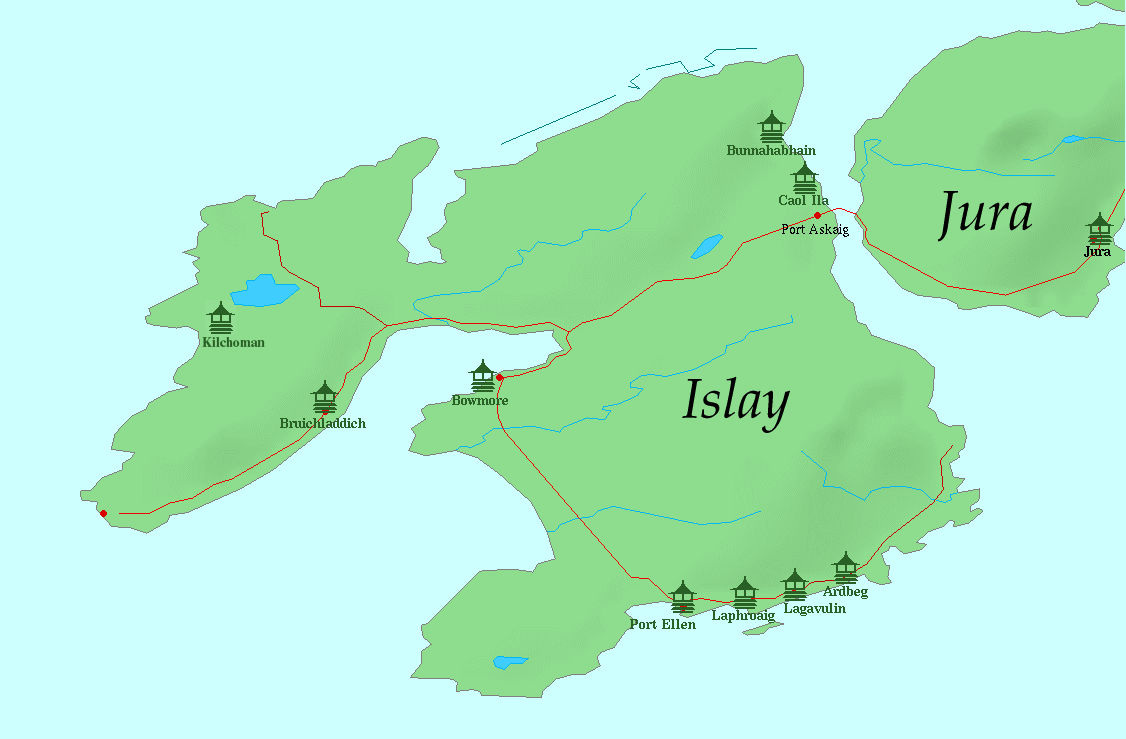
ブナハーブンはアイラ島の蒸留所ではもっとも北に位置する

ブナハーブン蒸溜所は1881年にロバートソン&バクスター社のウィリアム・ロバートソンとアイラディスティラリー社のウィリアム・グリーンリース、ジェームズ・グリーンリース兄弟によって設立された。1880年代初頭はブレンデッドウイスキーの登場により個性の強いアイラウイスキーの需要が増加していた時期であり、1881年にはブナハーブンのみならずブルックラディ蒸留所も建設されている。特にブナハーブンは当時のアイラ島で最大の年間20万ガロンを生産できる蒸留所として設立されたが、実際に生産を開始したのは1883年の1月であった。ブナハーブン（Bunnahabhain）はゲール語で「河口」を意味し、これは蒸留所の立地がマーガデイル川の河口付近であることに由来する。マーガデイル川の水は仕込みに用いられる。
ブナハーブンはアイラ島でも町のはずれ、海岸沿いの辺鄙な立地にあるが、これは当時アイラ島の蒸留所が船で原材料などを運び込んでいたためである。また、高品質のピートと真水が近隣にあることも決め手であった。なお、蒸留所には現在も船着き場があるが、2016年時点で既に10年以上使われていなかったという。あまりにも辺鄙な立地であったため蒸留所と一緒に従業員の住宅や道路も建設する必要があり、総工費は3万ポンド（現在の貨幣価値で260万ポンド、およそ3億4千万円）にものぼった。このとき建設された住居の一部は現在も宿泊施設として観光客に貸し出されている。
その後数年はアイラディスティラリー社による経営が続いたが、1872年頃から続いたモルトウイスキー蒸留所の建設ブームは1884年にピークに達し、新規参入した蒸留所は熾烈な競争に直面することになった。その影響で蒸留会社やブレンダーによる合併・買収が盛んに行われるようになっていた。ブナハーブンもその例外ではなく、1887年にグレンロセス蒸留所を所有するグレンロセス・グレンリベット社と合併し、ハイランドディスティラリーズ社を設立した。この合併はブナハーブンの共同設立者であるウィリアム・ロバートソンの主導で行われた。その後はしばらくハイランドディスティラリーズ傘下での経営が続く。

### カティサークの原酒として
第二次世界大戦後、1960年頃になると主にアメリカでブレンデッドウイスキーの人気が高まり始める。アメリカ市場の伸長はすさまじく、1960年のアメリカのスコッチウイスキー輸入量は1,200万プルーフ・ガロンだったところ、1968年には3,300万プルーフ・ガロンまで成長している。また、同時期にスコッチウイスキーの生産規制が緩和されたこともあり、スコッチ業界全体に増産の機運があった。1963年には2,900万プルーフ・ガロンだった生産量が1967年には5,100万プルーフ・ガロンに増加している。ブナハーブンも1963年に蒸留器を2基から4基へと増設し、生産規模を倍増させた。また、同じ年に旧来のフロアモルティングを廃止している。ブナハーブンはもともとアイラモルトとしては軽い酒質であったが、カティサーク用によりライトな原酒が求められたため、この頃から現在も続くノンピート中心の生産体制に転換している。
しかし1980年代初頭にはスコッチウイスキー業界全体が生産過剰状態に陥ってしまい、多くの蒸留所が閉鎖の憂き目にあうことになった。ブナハーブンもその例に漏れず、1982年に生産を停止する。その後1984年に生産を再開するも、再開後の数年はごく少量の生産に留まった。1980年代後半になるとシングルモルトウイスキーとしての知名度が上がってきたが、それでもやはりブレンド用原酒の蒸留所としての面が大きく、エドリントングループが販売するカティサークやフェイマスグラウスに原酒を供給していた。

### エドリントングループによる買収以降
1999年にはエドリントングループによってハイランドディスティラリーズ社が買収され、ブナハーブンの生産は年に2～3週間のみと、ほぼ休止状態になる。この当時、エドリントングループはマッカランやハイランドパークなどの少数の高級シングルモルトを中心にした経営へと舵を切っていたため、2003年にブラックボトルのブランド権とブナハーブンをCLファイナンス社傘下のバーンスチュワート社へと売却した。売却額は1,000万ポンド。バーンスチュワート社はほかにディーンストン蒸留所やトバモリー蒸留所を所有している。その後2013年に南アフリカ共和国のディスティル・グループがバーンスチュワート社を1.6億ポンドで買収した。
バーンスチュワートの傘下になって以降はシングルモルトウイスキーづくりに積極的な投資を行っており、2019年には1,050万ポンドの設備増強を行っている。

## 製造
ブナハーブンの年間生産能力は270万リットルである。

### 麦芽
ブナハーブンが使用する麦芽はシンプソンズ社からノンピートのものを、ポートエレン蒸溜所から35～45 ppmのものをそれぞれ仕入れており、その割合は8：2である。なお、フロアモルティングは1963年に廃止している。ピーテッド麦芽による仕込みを始めたのは1997年からで、現在では仕込みのおよそ40%にピーテッド麦芽を使用している。品種はノンピート、ピーテッドともにコンチェルト種。麦芽を粉砕するモルトミルはポーティアス社が1964年に製造したもの。

### 仕込み・発酵
ブナハーブンの仕込み水はマーガデイル川の湧き水であり、川の河口から800m上流の湧き水をパイプで直接採水している。この水は石灰岩を通って湧いたためピートの影響がなく、色も無色透明である。純粋な湧き水のみを仕込みに使用しているアイラ島の蒸留所はブナハーブンのほかに存在しない。ブナハーブンがアイラ島でもっとも軽い味わいだと言われるのはこの水によるところが大きい。
仕込みでは1回あたり12.5トンの麦芽を消費する。マッシュタン（糖化槽）はステンレス製でやや旧式のセミロイタータン（蓋は銅製）を使用している。糖化にかかる時間は12時間で、得られる麦汁は64,000リットルである。
ウォッシュバック（発酵槽）はオレゴンパイン製のものが6基あり、容量はすべて100,000リットル。酵母はマウリのドライイーストで、ウォッシュバック1基あたり250kg使われる。発酵時間は55～110時間（平均80時間）で、およそ7.5%のもろみが得られる。ウォッシュバックは2018年と2019年にそれぞれ2基ずつ更新された。

### 蒸留
ブナハーブンのポットスチルは初留器が2基、再留器が2基である。容量は初留が16,625リットル、再留が9,500リットル。ひとつのウォッシュバックで得られたもろみは4等分され、16,000リットルずつ初留基に投入される。特筆すべきはポットスチルの形状で、ラガヴーリン蒸留所のスチルと同様に一切くびれのないタマネギのような形をしている。また、背丈も8メートルほどとアイラ島の蒸留所の中ではもっとも高い。この大型スチルでゆっくり加熱されることで還流が活発に行われるため、ライトな味わいの原酒に仕上がるとされている。ミドルカットは72-64%。冷却装置はシェル&チューブを使用している。

### 熟成・瓶詰め
ブナハーブンの熟成庫はダンネージ式で、シングルモルト用の原酒はすべてここで熟成されている。かつてはブナハーブンに併設された熟成庫ではおよそ3万樽を熟成していたというが、現在その数は1万樽ほどである。シングルモルト用以外はすべて本土のディーンストンにある集中熟成庫に集められ、ディスティル・グループが所有するディーンストン蒸留所やトバモリー蒸留所の原酒と一緒に熟成される。
樽詰めの度数は63.5%で、使用する樽の90%はバーボン樽、残る10%がシェリー樽である。

## 製品

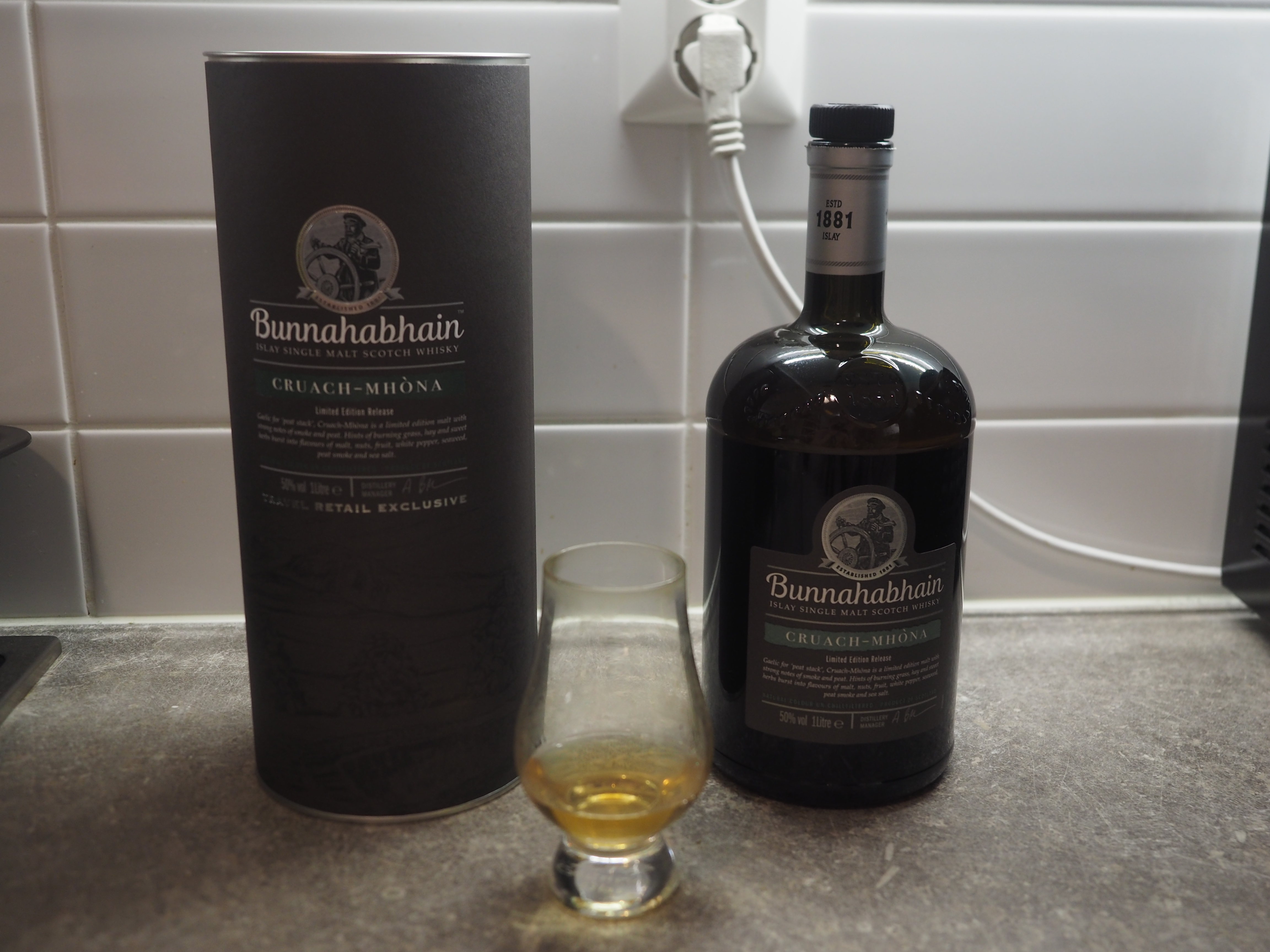
ブナハーブン クラック・モナ

ブナハーブンはカティサークなどのブレンド用原酒として使われる一方、生産量の50%はシングルモルトウイスキーとして販売されている。2010年以降はそれまで40～43%だった瓶詰め度数を46.3%に変更したほか、カラメル色素による着色と冷却濾過を行わなくなった。
ピーテッドブナハーブンは「モーイン」と呼ばれ、アイラ島のピーテッドウイスキー全般が手に入りにくいこともあって近年はその人気が高まっている。「モーイン」とはゲール語で「ピート」
を意味する。
ボトルに描かれた水夫のイラストは「Westering Home」（西の故郷へ）というスコットランド民謡が元である。この曲はアイラ島を見た遠洋航海中の水夫が「スコットランドに帰ってきた！」と喜んだことを表現している。

### 現行のラインナップ
ブナハーブン12年
原酒本来の味わいを残すため冷却濾過およびカラメル色素が行われていない。
ブナハーブン25年
シェリー樽で熟成された原酒を中心に構成。冷却濾過およびカラメル色素による着色は行われていない。

### 使用されているブレンデッドウイスキー
- カティサーク[23]
- ブラックボトル（英語版）[24]

バーンスチュワートが2003年にブナハーブンと一緒に獲得したブレンデッドウイスキー。もともとアイラ島のウイスキーをキーモルトにしてきたが、2013年に味わいを刷新し、スペイサイド的な味わいのモルトを中心に据えるようになった。
- ブルーハンガー[26]

## 評価

### 風味
一般にアイラ島でもっともマイルドな味わいのシングルモルトウイスキーとして知られている。
評論家のマイケル・ジャクソンはブナハーブンの風味をリッチでジンジャーのようであると述べ、そのハウススタイルを「ハウススタイル：フレッシュ、やや甘い、ナッツ、ハーブ系、塩っぽい。食前酒。」と評している。
評論家の土屋守はブナハーブンの風味を、アイラ独特の風味が弱く、おとなしいと評しており、オフィシャルボトルの12年物を下記のようにテイスティングしている。

### 受賞歴
ワールド・ウイスキー・アワードでは、2022年に「ブナハーブン25年」がアイラシングルモルト部門のカテゴリウィナーを、「ブナハーブン30年」「ブナハーブン アン・クラダック」「ブナハーブン ステュウラーダー」の3本がそれぞれ銀賞を獲得している。